# Fatima Alkaramova
Fatima Alkaramova, född 26 juni 2002, är en azerisk simmare.
Alkaramova tävlade för Azerbajdzjan vid olympiska sommarspelen 2016 i Rio de Janeiro, där hon blev utslagen i försöksheatet på 100 meter frisim.